# Nudicidaris
Nudicidaris is een geslacht van uitgestorven zee-egels uit de familie Polycidaridae.

## Soorten
- Nudicidaris sublaevis (Cotteau, 1867) † Callovien, Frankrijk.
- Nudicidaris elegans (Munster, in Goldfuss, 1829) † Oxfordian-Kimmeridgian, Europa.
- Nudicidaris bigoti (Mercier, 1930) † Bathonien-Callovien, Frankrijk.
- Nudicidaris loryi (Cotteau, 1861) † Valanginien, Frankrijk.